# Aire urbaine d'Alençon
L'aire urbaine d'Alençon est une aire urbaine française constituée autour de l'unité urbaine d'Alençon, située dans la Mayenne, l'Orne et la Sarthe. 

## Données générales
D'après la délimitation établie en 2010 par l'INSEE, l'aire urbaine d'Alençon est composée de 56 communes, situées dans les départements de la Mayenne, l'Orne et la Sarthe. 
8 des communes de l'aire urbaine font partie de l'unité urbaine d'Alençon.
En 2016, sa population s’élève à 67 656 habitants et en fait la 130e aire urbaine française.
Le tableau suivant détaille la proportion de cette aire urbaine sur chaque département (les pourcentages s'entendent en proportion de chaque département) :
| Département | Communes | Communes (%) | Superficie (km²) | Superficie (%) | Population (2016) | Population (%) |
| ----------- | -------- | ------------ | ---------------- | -------------- | ----------------- | -------------- |
| Mayenne     | 4        | 1.6          | 66,06            | 1,3            | 2 695             | 0,9            |
| Orne        | 34       | 8.8          | 421,18           | 6,9            | 50 829            | 17,8           |
| Sarthe      | 18       | 5            | 254,05           | 4,1            | 14 132            | 2,5            |
| Total       | 56       |              | 741,3            |                | 67 656            |                |

## Composition 2010
En 2010, le nombre de communes de l'aire urbaine était de 62. À la suite de la création des communes nouvelles d'Écouves, de L'Orée-d'Écouves, Saint-Paterne - Le Chevain et Villeneuve-en-Perseigne, ce nombre est de 56 au 1er janvier 2019. La liste des communes de l'aire urbaine d'Alençon (regroupée par départements) est la suivante :
| Nom                        | Code Insee | Statut           | Superficie (km2) | Population (dernière pop. légale) | Densité (hab./km2) |
| -------------------------- | ---------- | ---------------- | ---------------- | --------------------------------- | ------------------ |
| Boulay-les-Ifs             | 53038      |                  | 9,05             | 136 (2022)                        | 15                 |
| Champfrémont               | 53052      |                  | 13,13            | 282 (2022)                        | 21                 |
| Ravigny                    | 53187      |                  | 6,54             | 230 (2022)                        | 35                 |
| Saint-Pierre-des-Nids      | 53246      |                  | 37,34            | 1 761 (2022)                      | 47                 |
| Alençon                    | 61001      |                  | 10,68            | 25 667 (2022)                     | 2 403              |
| Bursard                    | 61068      |                  | 10,55            | 200 (2022)                        | 19                 |
| Cerisé                     | 61077      |                  | 4,42             | 853 (2022)                        | 193                |
| Ciral                      | 61107      |                  | 17,99            | 410 (2022)                        | 23                 |
| Colombiers                 | 61111      |                  | 12,34            | 334 (2022)                        | 27                 |
| Condé-sur-Sarthe           | 61117      |                  | 8,46             | 2 492 (2022)                      | 295                |
| Cuissai                    | 61141      |                  | 8,78             | 436 (2022)                        | 50                 |
| Damigny                    | 61143      |                  | 4,81             | 2 425 (2022)                      | 504                |
| Écouves                    | 61341      | commune nouvelle | 36,4             | 1 673 (2022)                      | 46                 |
| La Ferrière-Bochard        | 61165      |                  | 10,82            | 706 (2022)                        | 65                 |
| Gandelain                  | 61182      |                  | 15,31            | 416 (2022)                        | 27                 |
| Hauterive                  | 61202      |                  | 6,98             | 459 (2022)                        | 66                 |
| Héloup                     | 61203      |                  | 12,96            | 887 (2022)                        | 68                 |
| Lalacelle                  | 61213      |                  | 13,37            | 266 (2022)                        | 20                 |
| Larré                      | 61224      |                  | 5,67             | 467 (2022)                        | 82                 |
| Lonrai                     | 61234      |                  | 6,14             | 1 084 (2022)                      | 177                |
| Le Ménil-Broût             | 61261      |                  | 3,44             | 176 (2022)                        | 51                 |
| Ménil-Erreux               | 61263      |                  | 11,05            | 195 (2022)                        | 18                 |
| Mieuxcé                    | 61279      |                  | 10,36            | 611 (2022)                        | 59                 |
| Neuilly-le-Bisson          | 61304      |                  | 5,98             | 275 (2022)                        | 46                 |
| L'Orée-d'Écouves           | 61228      | commune nouvelle | 44,45            | 730 (2022)                        | 16                 |
| Pacé                       | 61321      |                  | 7,56             | 411 (2022)                        | 54                 |
| La Roche-Mabile            | 61350      |                  | 5,21             | 162 (2022)                        | 31                 |
| Rouperroux                 | 61357      |                  | 9,78             | 175 (2022)                        | 18                 |
| Saint-Céneri-le-Gérei      | 61372      |                  | 3,86             | 112 (2022)                        | 29                 |
| Saint-Denis-sur-Sarthon    | 61382      |                  | 13,81            | 1 078 (2022)                      | 78                 |
| Saint-Ellier-les-Bois      | 61384      |                  | 13,68            | 257 (2022)                        | 19                 |
| Saint-Germain-du-Corbéis   | 61397      |                  | 7,52             | 3 648 (2022)                      | 485                |
| Saint-Gervais-du-Perron    | 61400      |                  | 11,28            | 346 (2022)                        | 31                 |
| Saint-Nicolas-des-Bois     | 61433      |                  | 25,26            | 284 (2022)                        | 11                 |
| Semallé                    | 61467      |                  | 14,04            | 364 (2022)                        | 26                 |
| Tanville                   | 61480      |                  | 13,32            | 228 (2022)                        | 17                 |
| Valframbert                | 61497      |                  | 13,95            | 1 699 (2022)                      | 122                |
| Les Ventes-de-Bourse       | 61499      |                  | 20,95            | 146 (2022)                        | 7                  |
| Ancinnes                   | 72005      |                  | 27,21            | 917 (2022)                        | 34                 |
| Arçonnay                   | 72006      |                  | 7,85             | 1 897 (2022)                      | 242                |
| Bérus                      | 72034      |                  | 6,73             | 434 (2022)                        | 64                 |
| Béthon                     | 72036      |                  | 3,85             | 306 (2022)                        | 79                 |
| Bourg-le-Roi               | 72043      |                  | 0,36             | 335 (2022)                        | 931                |
| Champfleur                 | 72056      |                  | 13,14            | 1 303 (2022)                      | 99                 |
| Chenay                     | 72076      |                  | 2,16             | 259 (2022)                        | 120                |
| Chérisay                   | 72079      |                  | 7,99             | 308 (2022)                        | 39                 |
| Fyé                        | 72139      |                  | 16,31            | 995 (2022)                        | 61                 |
| Gesnes-le-Gandelin         | 72141      |                  | 12,88            | 889 (2022)                        | 69                 |
| Livet-en-Saosnois          | 72164      |                  | 1,6              | 65 (2022)                         | 41                 |
| Louvigny                   | 72170      |                  | 8,71             | 175 (2022)                        | 20                 |
| Louzes                     | 72171      |                  | 8,24             | 104 (2022)                        | 13                 |
| Moulins-le-Carbonnel       | 72212      |                  | 16,31            | 697 (2022)                        | 43                 |
| Oisseau-le-Petit           | 72225      |                  | 8,6              | 671 (2022)                        | 78                 |
| Rouessé-Fontaine           | 72254      |                  | 12,48            | 263 (2022)                        | 21                 |
| Saint-Paterne - Le Chevain | 72308      | commune nouvelle | 12,93            | 2 090 (2022)                      | 162                |
| Villeneuve-en-Perseigne    | 72137      |                  | 86,7             | 2 189 (2022)                      | 25                 |

## Évolution démographique
| 1968   | 1975   | 1982   | 1990   | 1999   | 2006   | 2011   | 2016   |
| ------ | ------ | ------ | ------ | ------ | ------ | ------ | ------ |
| 57 451 | 62 220 | 65 978 | 66 567 | 67 675 | 68 597 | 67 637 | 67 656 |

## Caractéristiques en 1999
D'après la délimitation établie en 1999 par l'INSEE, l'aire urbaine d'Alençon était composée de 54 communes, situées dans l'Orne, la Mayenne et la Sarthe.
En 1999, ses 64 964 habitants faisaient d'elle la 116e des 354 aires urbaines françaises.
9 des communes de l'aire urbaine font partie de son pôle urbain, l'unité urbaine (couramment : agglomération) d'Alençon.
Les 45 autres communes, dites monopolarisées, sont toutes des communes rurales.
L'aire urbaine d'Alençon appartient à l'espace urbain d'Alençon-Argentan.
Le tableau suivant détaille la répartition de l'aire urbaine sur les trois départements (les pourcentages s'entendent en proportion du département concerné) :
| Département | Communes | Communes (%) | Superficie (km²) | Superficie (%) | Population (1999) | Population (%) |
| ----------- | -------- | ------------ | ---------------- | -------------- | ----------------- | -------------- |
| Mayenne     | 3        | 1,1          | 57,01            | 1,1            | 2 158             | 0,8            |
| Orne        | 30       | 5,9          | 310,51           | 5,1            | 50 299            | 17,1           |
| Sarthe      | 21       | 5,6          | 217,17           | 3,5            | 12 521            | 2,4            |
| Total       | 54       |              | 584,69           |                | 64 964            |                |

En 2006, la population s’élevait à 65 857 habitants.